# 王國賓 (萬曆甲戌進士)
王國賓（1539年—？），字用卿，號養默，直隸常州府武進縣民籍，無錫縣人，明朝政治人物、進士出身。

## 生平
萬曆元年（1573年）癸酉科應天府鄉試第四十一名，萬曆二年（1574年）甲戌科會試第五十六名，登三甲第八十五名進士，曾任浙江孝丰县知县，任内修筑砖石城墙。

## 家族
曾祖王達；祖父王澄；父王應奎。母薛氏。慈侍下。兄國賢。